# Węchadłów
Węchadłów – wieś w Polsce położona w województwie świętokrzyskim, w powiecie pińczowskim, w gminie Michałów. Leży przy skrzyżowaniu DW768 i DW766.
W latach 1975–1998 miejscowość administracyjnie należała do województwa kieleckiego.

## Historia

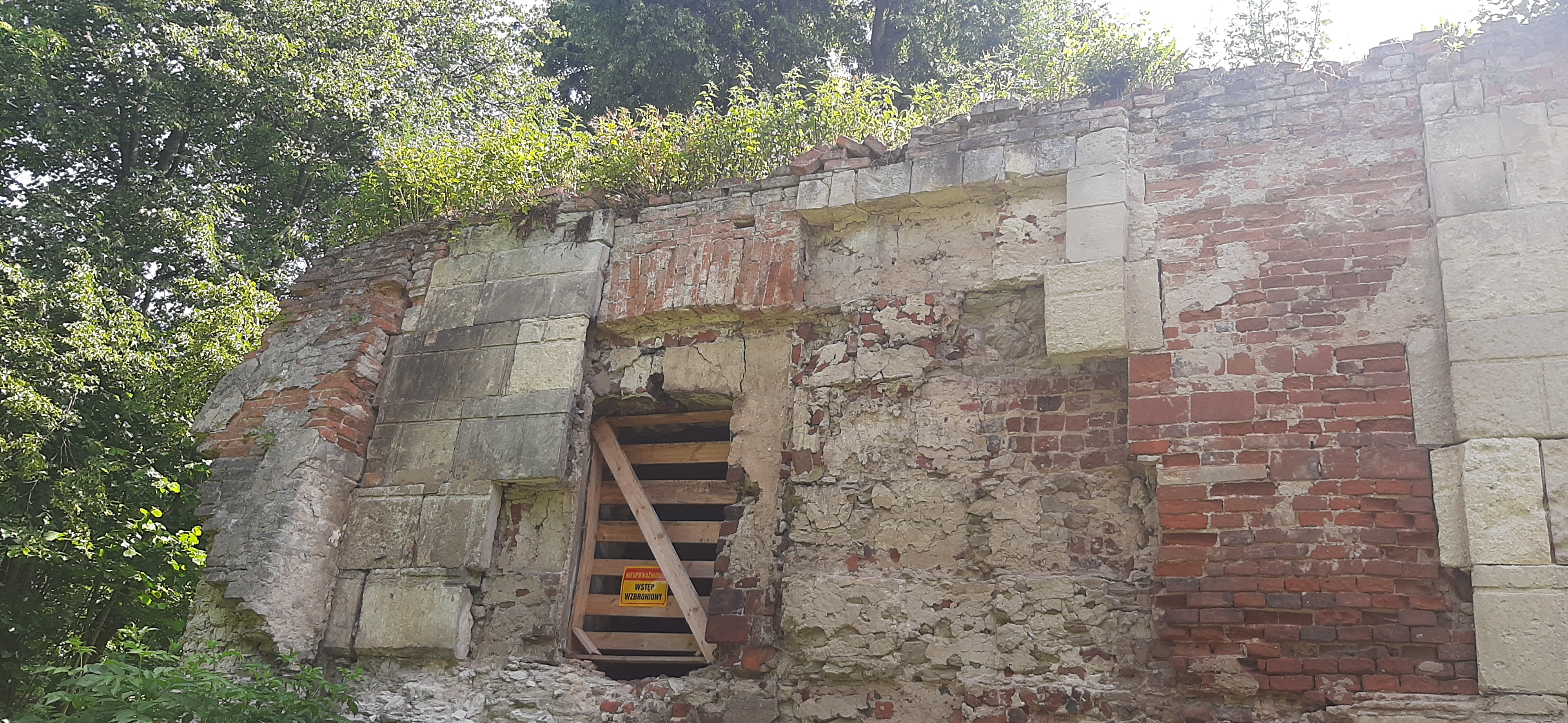
Zbór ariański z 1559 roku

W XVI w. miejscowość związana z działalnością Braci Polskich. Prawdopodobnie w 1559 przy dworze zbudowany został zbór ariański, dwusalkowy typu domowego dla kobiet i mężczyzn.

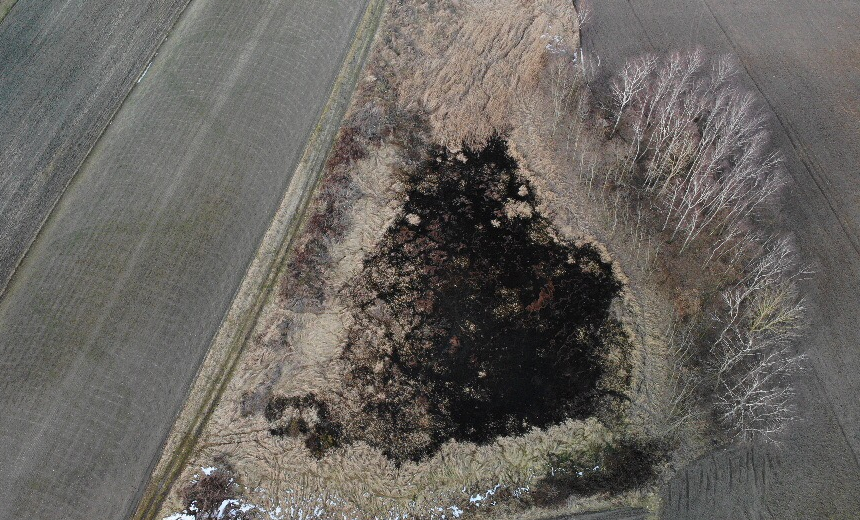
Jeziorko Rachwalec, w którym 11 grudnia 1944 r. ukryto zwłoki Theodora van Eupena i 3 żołnierzy zabitych w zamachu w Lipówce, fot. K. Berkowicz 2021

11 grudnia 1944 r. po udanym zamachu na Theo van Eupena, SS-Hauptsturmführera, zbrodniarza wojennego, komendanta obozu w Treblince I, a od sierpnia 1944 roku komendanta niemieckiego obozu pracy w Młodzawach Dużych, jego zwłoki oraz 3 zabitych wraz z nim w Lipówce niemieckich żołnierzy (2 podoficerów i lotnika) zostały wrzucone do jeziorka zwanego Rachwalec (na Rachwalcu), znajdującego się w polach w południowo-zachodniej części wsi. Następnego dnia zwłoki zostały wydobyte z jeziorka przez specjalnie przybyły oddział niemiecki i przewiezione do Lipówki, a następnie do Jędrzejowa.

## Części wsi
| SIMC    | Nazwa    | Rodzaj      |
| ------- | -------- | ----------- |
| 0250850 | Młynki   | kolonia     |
| 0250866 | Piekło   | część wsi   |
| 0250872 | Podgórze | przysiółek  |
| 0250889 | Pożory   | osada leśna |
| 0250895 | Sady     | przysiółek  |
| 0250910 | Żabiniec | część wsi   |

## Zabytki
- Zbór ariański z 1559. Wzniesiony przez rodzinę Górskich. Kamienna płyta z herbem Odrowąż fundatorów zachowała się w południowej elewacji. W późniejszym okresie wykorzystywany był jako dworski lamus. W 1860 został przebudowany. Jest zbudowany na planie prostokąta. Wewnątrz znajdują się trzy pomieszczenia, dwa spośród nich posiadają sklepienie kolebkowo-krzyżowe.
- Zespół dworski, wpisany do rejestru zabytków nieruchomych (nr rej.: A.643/1-3 z 16.10.1956, z 19.12.1957, z 21.06.1967 i z 30.10.1980), w skład którego wchodzą[9]:
  - Murowany dwór z ok. 1894. Do lat 90. XX wieku w budynku funkcjonowała szkoła podstawowa. Obecnie jest opuszczony.
  - Murowana kaplica pw. Serca Jezusowego. Na ścianie południowej znajduje się inskrypcja: Kaplica pw. Serca Jezusowego budowana przez Sejmik Pińczowski dla Węchadłowa w 1927 r.
  - Park geometryczny z XVI w. W XIX w. przekomponowany częściowo w park krajobrazowy.